# Gynandria
Gynandria là một chi bướm đêm thuộc họ Geometridae.